# Oncorhynchus masou
Espèce
Le saumon masou ou saumon du Japon (Oncorhynchus masou) est une espèce de poissons appartenant à la famille des Salmonidés. Il vit dans les eaux de l'océan Pacifique le long de l'Asie de l'Est, allant du Kamtchatka, les îles Kouriles, Sakhaline, Primorsky en passant par la Corée, Taiwan et le Japon.

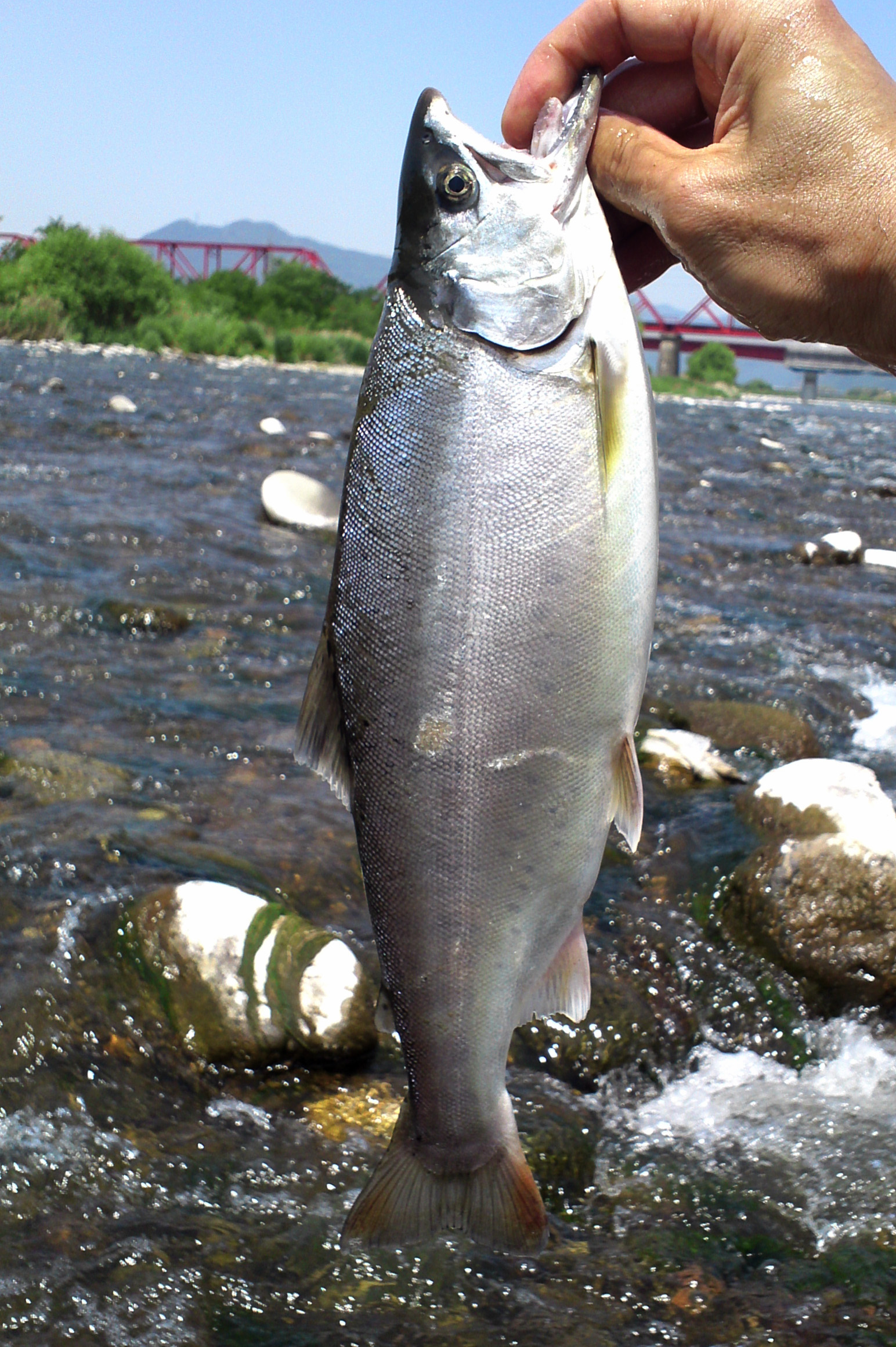

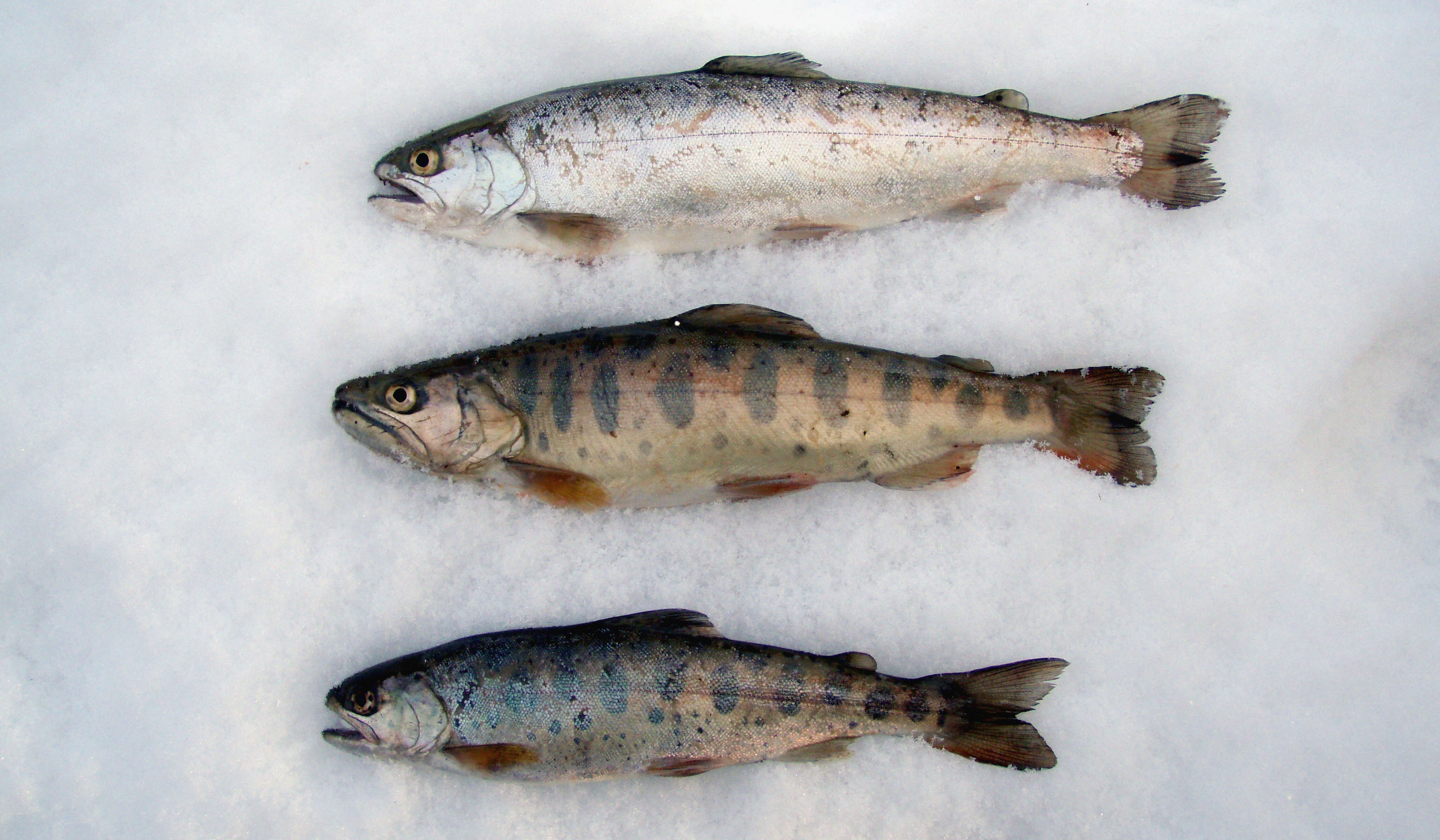

## Liste des sous-espèces
Selon NCBI (20 octobre 2013) :
- non-classé Oncorhynchus masou 'Biwa'
- sous-espèce Oncorhynchus masou formosanus
- sous-espèce Oncorhynchus masou ishikawae
- sous-espèce Oncorhynchus masou masou
- sous-espèce Oncorhynchus masou rhodurus

Selon World Register of Marine Species (20 octobre 2013) :
- sous-espèce Oncorhynchus masou macrostomus (Günther, 1877)
- sous-espèce Oncorhynchus masou masou (Brevoort, 1856)